# Hypopygus
Hypopygus is een geslacht van straalvinnige vissen uit de familie van de Amerikaanse mesalen (Hypopomidae).

## Soorten
- Hypopygus benoneae Peixoto, Dutra, de Santana & Wosicki, 2013
- Hypopygus hoedemani de Santana & Crampton, 2011
- Hypopygus isbruckeri de Santana & Crampton, 2011
- Hypopygus lepturus Hoedeman, 1962
- Hypopygus minissimus de Santana & Crampton, 2011
- Hypopygus neblinae Mago-Leccia, 1994
- Hypopygus nijsseni de Santana & Crampton, 2011
- Hypopygus ortegai de Santana & Crampton, 2011
- Hypopygus varii Campos-da-Paz, 2018